# Método de Yuzpe
O método de Yuzpe é um regime de contracepção de emergência em que são aplicados anticonceptivos hormonais via oral. Uma combinação de estrógeno e progesterona é administrada até, no máximo, cinco dias depois de ter ocorrido relação sexual desprotegida.
O uso de levonorgestrel comparado a esse método possui algumas vantagens, pois não contém estrogênios, o que diminui os efeitos adversos.

## História
O regime leva o nome do médico canadense Albert Yuzpe, que publicou os primeiros estudos sobre as pílulas anticoncepcionais em 1974.

## Tratamento
Uma maior eficácia no tratamento é obtida quanto a combinação de drogas é aplicada nas primeiras 24 horas após a relação sexual desprotegida. Apesar disso, é possível que a gravidez seja evitada se o medicamento for aplicado até cinco dias após a relação. O método de Yuzpe consiste na aplicação de dois comprimidos com 1mg de levonorgestrel e 0,2mg de etinilestradiol (BRASIL, 2011), o que deve ser repetido após doze horas.